# Podział administracyjny Kościoła katolickiego w Polsce
W ramach Kościoła katolickiego w Polsce odrębne struktury mają:
- Kościół katolicki obrządku łacińskiego (Kościół rzymskokatolicki)
- Katolickie Kościoły wschodnie:
  - Kościół katolicki obrządku bizantyjsko-ukraińskiego (Kościół greckokatolicki)
  - Kościół katolicki obrządku bizantyjsko-słowiańskiego (Kościół neounicki)
  - Kościół katolicki obrządku ormiańskiego.

## Obrządek łaciński

Podział administracyjny Kościoła katolickiego obrządku łacińskiego w Polsce od 2004

Jednostki administracyjne Kościoła katolickiego obrządku łacińskiego w Polsce:
- metropolie (prowincje) – 14
  - archidiecezje – 14, diecezje – 27
    - dekanaty – 1057 (1042 + 15 wojskowych)
      - parafie – 10 201 (2012)[1]

- Metropolia białostocka
  - Archidiecezja białostocka
  - Diecezja drohiczyńska
  - Diecezja łomżyńska

- Metropolia częstochowska
  - Archidiecezja częstochowska
  - Diecezja radomska
  - Diecezja sosnowiecka

- Metropolia gdańska
  - Archidiecezja gdańska
  - Diecezja pelplińska
  - Diecezja toruńska

- Metropolia gnieźnieńska
  - Archidiecezja gnieźnieńska
  - Diecezja bydgoska
  - Diecezja włocławska

- Metropolia katowicka
  - Archidiecezja katowicka
  - Diecezja gliwicka
  - Diecezja opolska

- Metropolia krakowska
  - Archidiecezja krakowska
  - Diecezja bielsko-żywiecka
  - Diecezja kielecka
  - Diecezja tarnowska

- Metropolia lubelska
  - Archidiecezja lubelska
  - Diecezja sandomierska
  - Diecezja siedlecka

- Metropolia łódzka
  - Archidiecezja łódzka
  - Diecezja łowicka

- Metropolia poznańska
  - Archidiecezja poznańska
  - Diecezja kaliska

- Metropolia przemyska
  - Archidiecezja przemyska
  - Diecezja rzeszowska
  - Diecezja zamojsko-lubaczowska

- Metropolia szczecińsko-kamieńska
  - Archidiecezja szczecińsko-kamieńska
  - Diecezja koszalińsko-kołobrzeska
  - Diecezja zielonogórsko-gorzowska

- Metropolia warmińska
  - Archidiecezja warmińska
  - Diecezja elbląska
  - Diecezja ełcka

- Metropolia warszawska
  - Archidiecezja warszawska
  - Diecezja płocka
  - Diecezja warszawsko-praska

- Metropolia wrocławska
  - Archidiecezja wrocławska
  - Diecezja legnicka
  - Diecezja świdnicka

- Ordynariat Polowy Wojska Polskiego
  - Ordynariusz – bp Wiesław Lechowicz

- Prałatura Świętego Krzyża i Opus Dei w Polsce
  - Wikariusz regionalny – ks. Stefan Moszoro-Dąbrowski

## Obrządek bizantyjsko-ukraiński

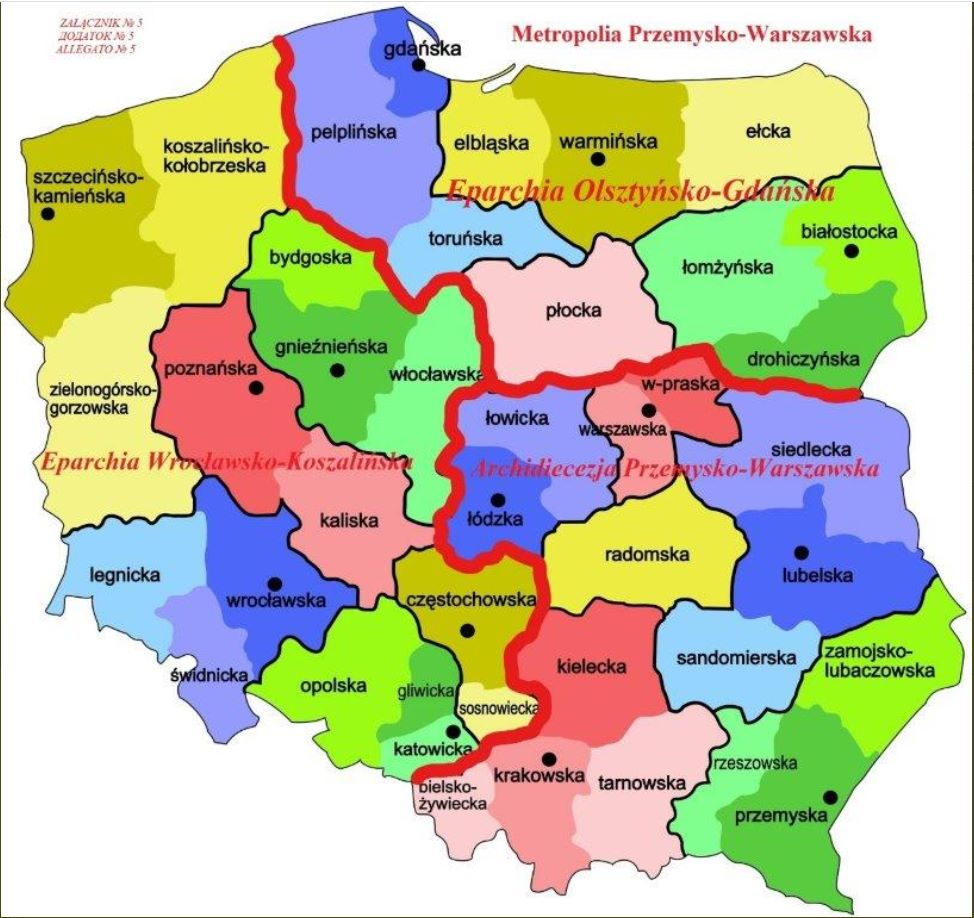
Podział administracyjny Kościoła katolickiego obrządku bizantyjsko-ukraińskiego w Polsce od 2020

Jednostki administracyjne Kościoła katolickiego obrządku bizantyjsko-ukraińskiego w Polsce:
- metropolia (prowincja) – 1
  - archieparchia – 1, eparchie – 2
    - dekanaty
      - parafie

- Metropolia przemysko-warszawska
  - Archieparchia przemysko-warszawska
  - Eparchia wrocławsko-koszalińska
  - Eparchia olsztyńsko-gdańska

## Obrządek bizantyjsko-słowiański
Jednostki administracyjne Kościoła katolickiego obrządku bizantyjsko-słowiańskiego w Polsce:
- parafia w Kostomłotach

## Obrządek ormiański
Jednostki administracyjne Kościoła katolickiego obrządku ormiańskiego w Polsce:
- Ordynariat wiernych obrządku ormiańskiego
  - Ordynariusz – abp Adrian Galbas SAC
    - parafie – 3